# Delorhachis amator
Delorhachis amator är en fjärilsart som beskrevs av Erich Martin Hering 1928. Delorhachis amator ingår i släktet Delorhachis och familjen snigelspinnare. Inga underarter finns listade i Catalogue of Life.